# Карловицький конгрес

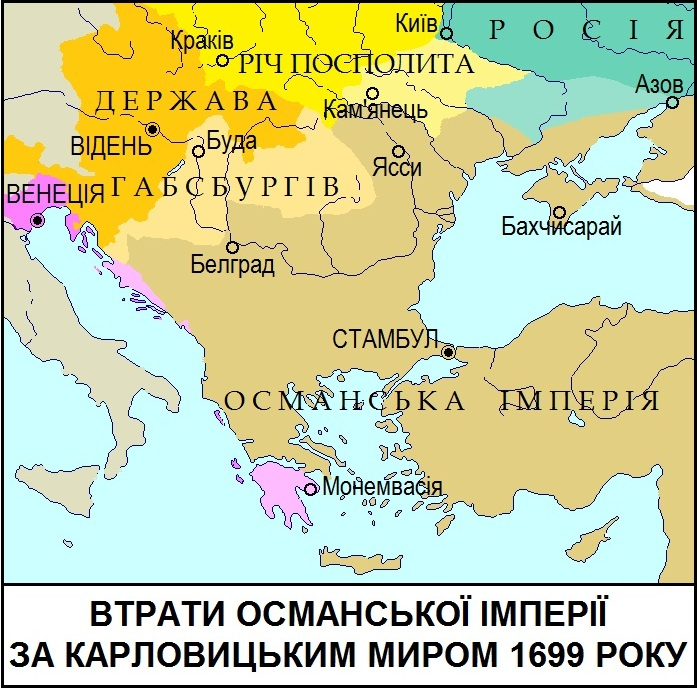

Карловицький конгрес — міжнародний конгрес 1698–1699 років, на якому вироблені умови й укладені мирні договори між державами «Священної ліги» (Австрія, Венеція, Річ Посполита, Московське царство) та Османською імперією, яка зазнала воєнної поразки у Великій турецькі війні.
Почався у жовтні 1698 року у Карловицях (нині Сремські Карловці). 26 січня 1699 року підписано договір Османської імперії з Річчю Посполитою, за яким останній офіційно повернули Поділля, включаючи частину території сучасної Тернопільщини (Язловецький санджак Кам'янецького еялету). Бучацький мирний договір 1672 року втратив юридичну силу.

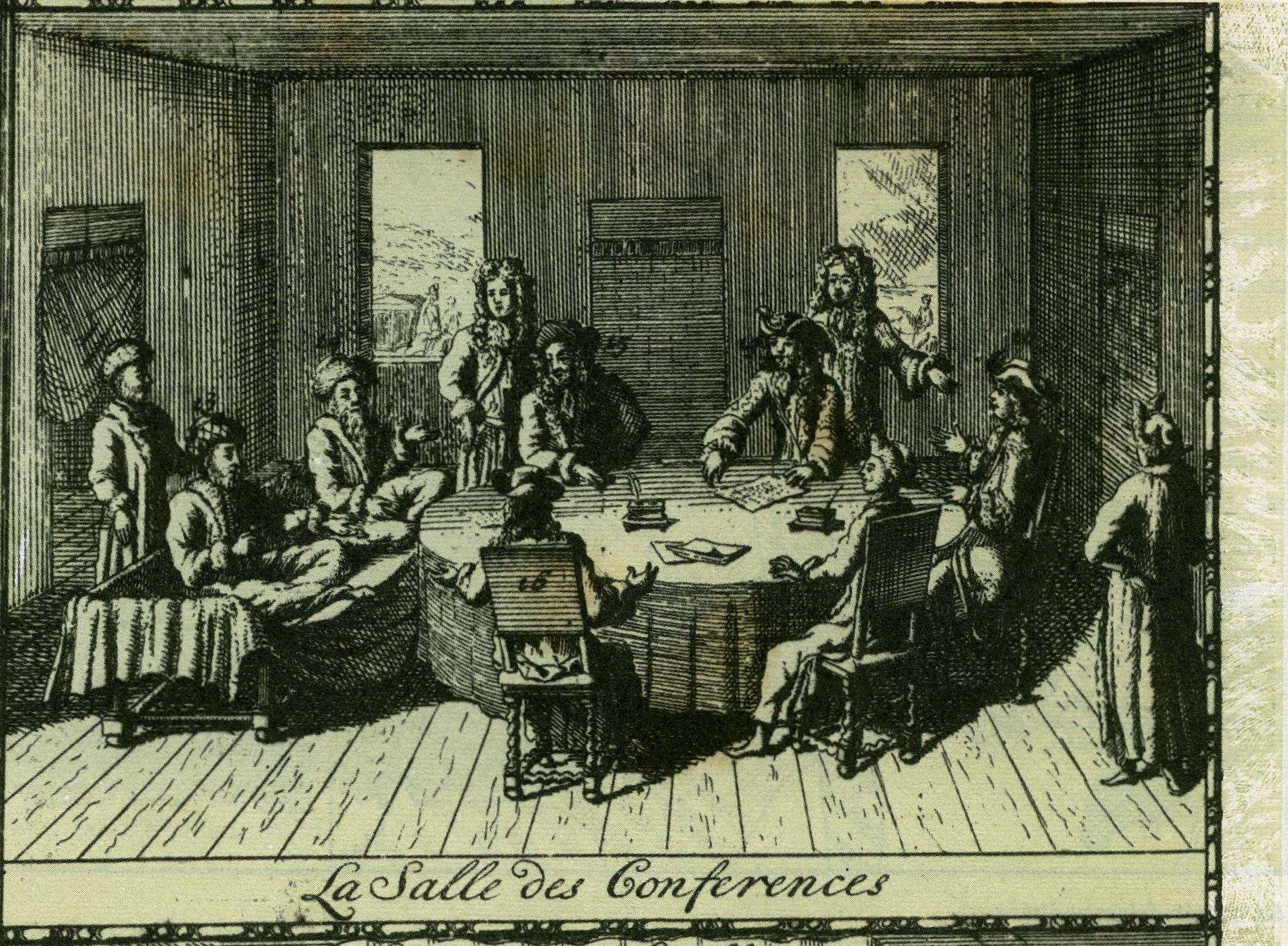
Засідання Карловицького конгресу